# Michel Butor

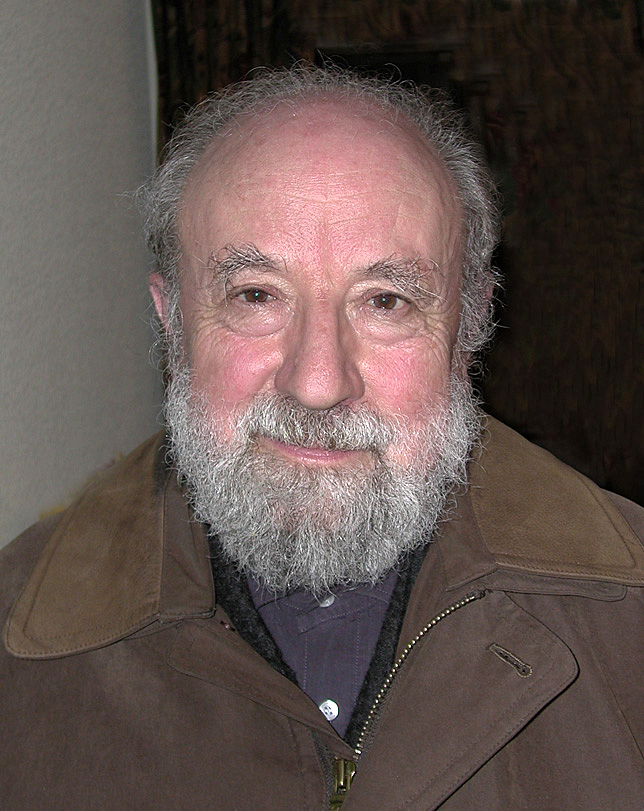
Michel Butor (2002)

Michel Marie François Butor (* 14. September 1926 in Mons-en-Barœul bei Lille; † 24. August 2016 in Contamine-sur-Arve) war ein französischer Schriftsteller, Dichter, Kunstkritiker, Essayist und Übersetzer.

## Leben
Michel Butor hatte von Kindheit an mit bildender Kunst zu tun. Sein Vater, ein leitender Eisenbahnangestellter, zeichnete in seiner Freizeit und fertigte Holzdrucke an. Butor gab später an, dass er zuerst Maler werden wollte. Er besuchte ein Jesuitenkolleg, studierte Philosophie und Philologie an der Sorbonne in Paris und war danach als Französisch-, Latein- und Philosophielektor an Schulen in Ägypten, Manchester, Thessaloniki und Genf tätig. Später war Butor Lektor beim Verlag Gallimard in Paris. 1970–1975 war er Professor an der Universität Nizza, von 1975 bis 1991 lehrte er französische Literatur an der Universität Genf. 1960 gehörte Butor zu den Unterzeichnern des Manifest der 121 gegen das französische Vorgehen im Algerienkrieg. Seit 1986 lebte er in Lucinges im Département Haute-Savoie.

## Werk
Nouveau Roman
Michel Butor gilt als wichtiger Vertreter des Nouveau Roman, von dem er sich nach eigenen Angaben jedoch bereits 1960 verabschiedet hatte. Zu dieser handlungsarmen Erzählweise, bei der sich der Erzähler hinter den Figuren verflüchtigt, werden unter anderen Claude Simon, Nathalie Sarraute, Robert Pinget, Alain Robbe-Grillet, Maurice Blanchot und Marguerite Duras gezählt. Das Reisen, der geographische Raum und die Zeit spielen eine bedeutende Rolle in Butors Romanen.
In seinem Roman L'emploi du temps versucht der Romanheld sich im Labyrinth einer modernen Großstadt zurechtzufinden, indem er seine Alltagserlebnisse während eines Jahres, die vage mit einem Kriminalfall verknüpft sind, teils nachträglich, aber in chronologischer Ordnung aufschreibt. Der Bericht spaltet sich bald in zwei Zeitebenen, weil sich im Bewusstsein des Autors die Vergangenheit immer wieder verändert. Butor selbst vergleicht den Weg des Protagonisten mit dem Labyrinth des König Minos.
In La modification, einem Schlüsselwerk des Nouveau Roman, beschließt ein Pariser Geschäftsmann, nach Rom zu fahren, um seiner Geliebten mitzuteilen, dass er das bisherige Leben mit seiner Frau aufgeben will, kehrt aber zurück, ohne die Geliebte aufgesucht zu haben, und beschließt, diese „Modifikation“ in Form eines Romans zu verarbeiten. In Degrés zeigt Butor am Beispiel des Versuchs der Beschreibung eines Geschichtslehrgangs über die Renaissance durch drei Personen das Dilemma einer linearen Darstellungsweise auf.
Experimentelle Prosa
Nach dem Abschied vom Nouveau Roman verfasste er mehrere hundert Bücher mit Essays und experimentellen Texten, zum Teil gemeinsam mit Malern und Graphikern, die oft nur in kleinsten Liebhaberausgaben erschienen sind und sich der literarischen Klassifikation teilweise entziehen. In Mobile, étude pour une représentation des États-Unis fügt er Reiseeindrücke, alltagssprachliche Klischees, Schnipsel aus Katalogen und geographische Daten zu einem vielschichtigen aber gleichförmigen Ensemble zusammen. Der Eindruck der Gleichförmigkeit wurde durch die Wiederholung identischer Ortsnamen in mehreren Bundesstaaten verstärkt. Intervalle ist ein Drehbuch für einen 30-minütigen Film, der von der zufälligen Begegnung zweier Reisender auf einem Bahnhof in Lyon handelt. Jede Minute des Films wird in einem dreispaltigen Kapitel  Dialogen, Geräuschfetzen und Notizen des Autors abgebildet.
Kunstkritik
Einen Schwerpunkt seiner Kunst- und Künstleranalysen bilden die Vertreter der Klassischen Moderne wie beispielsweise Vincent van Gogh, Claude Monet, Piet Mondrian, Paul Cézanne, Henri Matisse oder Pablo Picasso. Er beschäftigte sich aber auch intensiv mit älterer Kunst, so mit Hans Holbein dem Jüngeren, Caravaggio, Rembrandt und Jan Vermeer. Butor schrieb hauptsächlich über Kunstwerke, die er aus erster Hand kannte und während unzähliger Besuche von Museen oder Galerien studierte. So verfasste er auch Texte über japanische Künstler wie Katsushika Hokusai oder Utagawa Hiroshige (Japan hatte er zum ersten Mal 1967 bereist) und amerikanische Künstler des 20. Jahrhunderts wie Jasper Johns und Mark Rothko. Die individualisierende Bildbetrachtung steht dabei im Vordergrund. Auch Werke der Architektur analysierte Butor, z. B. den Markusdom in Venedig.
Butor untersuchte auch die gegenseitige Beeinflussung von Bildenden Künsten und Literatur in Marcel Prousts A l'ombre des jeunes filles en fleurs („Im Schatten junger Mädchenblüte“). Dort macht Proust Ausführungen zur Verwendung von Metaphern in der Malerei des Impressionismus, wofür Monets Gemälde Beispiele darstellen. Kennzeichnend für Butors Werk sind die assoziativen Bezüge und komplexen Analogien, so z. B. der Vergleich der Bedeutung des Eiffelturms für die Pariser mit der des Fujijama für die Japaner unter Berücksichtigung des Symbolgehaltes ihrer jeweiligen Geometrie.
Butor schrieb der Literatur eine bewahrende Rolle zu: Sie versuche, Dinge vor dem Vergessen zu retten, nicht die Gesellschaft zu verändern. Mehrfach kritisierte er Sartres politisches Engagement für die Französische Kommunistische Partei.

## Trivia
Jorge Semprún lässt in seinem Agentenroman Der zweite Tod des Ramón Mercader den unpolitischen, karikaturhaft gezeichneten französischen „Bildungsreisenden“ René-Pierre Boutor, der sich für Vermeers Bilder in den niederländischen Museen interessiert, in eine dramatische Situation hineingeraten, die für die anderen Beteiligten existenziell politisch ist.

## Auszeichnungen (Auswahl)
- 1957: Prix Fénéon für L’Emploi du temps
- 1957: Prix Renaudot für La Modification
- 2006: Prix Mallarmé für Seize Lustres
- 2013: Grand prix de littérature de l’Académie française

1984 erhielt Butor die Ehrendoktorwürde der Universität Mainz.

## Werke (Auswahl)
Romane
- Passage de Milan (1954, deutsch 1967; Übs.: Helmut Scheffel)
- L’emploi du temps (Der Zeitplan) (1956, deutsch 1960; Übs.: Helmut Scheffel)
- La Modification (Paris, Rom 1957, deutsch 1957 Die Modifikation; Übs.: Helmut Scheffel)
- Le génie du lieu (1958, deutsch 1962 Genius loci: Kulturstätten im Mittelmeerraum; Übs.: Helmut Scheffel)
- Degrés (1960, deutsch 1964 Stufen)
- Mobile: étude pour une représentation des États-Unis (1962)
- Portrait de l'artiste en jeune singe (1967, deutsch 1986 Bildnis des Künstlers als junger Affe, Übs.: Helmut Scheffel)
- Niagara (1969)
- Fenêtres sur la passage intérieur (1986, deutsch 1988 Fenster auf die innere Passage, Übs.: Helmut Scheffel)
- Retour du boomerang (1988)
- L’embarquement de la reine de Saba (1989)
- Transit A, Transit B (1992)

Essays
- Degrés (1960)
- Répertoires [I à V] (1960–1982)
- Les mots dans la peinture (1969, deutsch 1992 Die Wörter in der Malerei, Übs.: Helmut Scheffel)
- Matière de rêves (1975–1985)
- Improvisations sur Rimbaud (Versuch über Rimbaud) (1989, deutsch 1994)
- L’utilité poétique (1995)

Hörspiele
- Fluglinien (1962; SDR/NDR)
- 6.810.000 Liter Wasser pro Sekunde (1965; SDR/NDR)
- Bahnhof Saint-Lazare (1968; SDR/WDR)
- Beschreibung von San Marco (1969; BR/WDR/SWF)